# Blechnum colensoi
Blechnum colensoi là một loài dương xỉ trong họ Blechnaceae. Loài này được N.A. Wakef. mô tả khoa học đầu tiên năm 1956.
Danh pháp khoa học của loài này chưa được làm sáng tỏ. 